# Euphrat College
Koordinaten: 38° 42′ N, 39° 15′ O

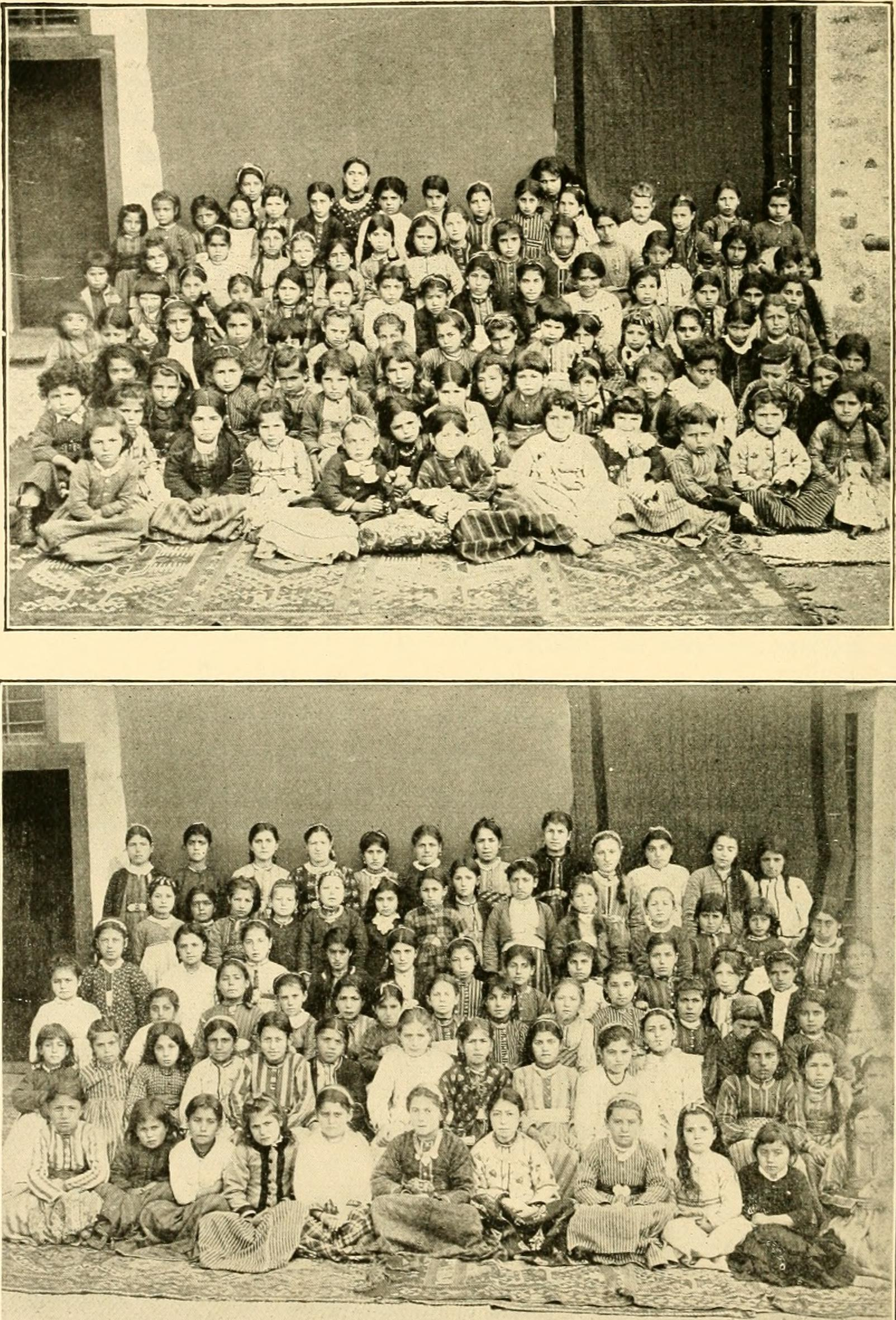
Mädchen im Euphratkolleg (1897)

Das Euphratkolleg (armenisch Եփրատ Գոլէճ, türkisch Fırat Koleji) oder Armenienkolleg (englisch Armenia College) war eine koedukative Einrichtung für höhere Bildung in Harput im Osmanischen Reich. Die Schule wurde 1852 von US-amerikanischen Missionaren gegründet und hauptsächlich für die armenische Gemeinde in der Region betrieben.

## Geschichte
1852 errichtete das American Board of Commissioners for Foreign Missions (ABCFM) ein theologisches Seminar in Harput, um Geistliche für die Armenisch-Evangelische Kirche auszubilden; 1859 wurde es zum "American Harput Missionary College" ausgeweitet. Um der Nachfrage nach einer Ausbildung in englischer Sprache nachzukommen, wurde das Schulangebot 1878 ausgeweitet, und das Kollegium in Armenia College umbenannt. Nach nur zehn Jahren drängten die osmanischen Behörden darauf, den Schulnamen zu ändern, sodass es von nun an Euphratkolleg hieß. Für den Bau des Colleges wurden von der Regierung der Vereinigten Staaten 140.000 US-Dollar bereitgestellt, zusätzlich spendeten 1875 die örtlichen Anwohner des Vilâyet Mamuretül-Aziz 40.000 $. Zum College gehörten ein Krankenhaus und ein Waisenhaus neben einem theologischen Seminar sowie einem Gymnasium für Jungen und Mädchen.
Bei den Massakern an den Armeniern 1894–1896 brandschatzten und plünderten muslimisch-kurdische Nachbarn die armenischen Dörfer auf der Harputebene. Von diesen Übergriffen war noch im gleichen Monat auch die Stadt Harput betroffen, sodass acht der zwölf Gebäude auf dem Campus des Euphratkollegs niedergebrannt wurden.
Beim Völkermord an den Armeniern 1915 wurden mehrere der leitenden Fakultätsmitglieder festgenommen, gefoltert und hingerichtet. Die Räumlichkeiten des Kollegs wurden vom osmanischen Militär besetzt und zunächst als Trainingscamp, danach als Militärkrankenhaus genutzt.
Nach der Gründung der Republik Türkei unter Mustafa Kemal Atatürk wurde das Euphratkolleg endgültig geschlossen; von seinen Gebäuden ist nichts mehr erhalten.

## Präsidenten
- Dr. Crosby Wheeler (1878–1893)
- Dr. James Levi Barton (1893–1894)
- Dr. Caleb Frank Gates (1894–1903)
- Rev. Henry H. Riggs (1903–1910)

## Fakultät
- Ellsworth Huntington (1897–1901)
- Ashour Yousef
- Donabed Lulejian
- Schahan Natali